# سمیرا ارم
سمیرا ارم (زاده ۲۲ شهریور ۱۳۶۴) یک تیرانداز معلول اهل ایران است.

## فیلم شناسی
فیلم مستند سینمایی «آماج» به کارگردانی محمدرضا حق‌نگهدار که در آبان ۱۴۰۲ اکران شد روایتی از زندگی سمیرا ارم را به تصویر کشیده است.

## افتخارات
- قهرمانی در جام جهانی تیراندازی معلولان ۲۰۱۵ به میزبانی کرواسی.[۴]
- حضور در پارالمپیک ۲۰۱۶ ریودوژانیرو.[۵][۶]
- ۲۰۱۵ استرالیا مدال نقره جهانی تپانچه بادی ده متر
- ۲۰۱۶ مسابقات جهانی آلمان مدال طلا تپانچه بادی ده متر
- ۲۰۱۷ مسابقات جهانی امارات مدال طلا تپانچه بادی ده متر
- ۲۰۱۸ مدال طلا مسابقات قهرمانی جهان کره جنوبی تپانچه خفیف ۵۰ متر
- رکوردشکنی مسابقات قهرمانی جهان سال ۲۰۱۸ در رشته تپانچه خفیف ۵۰ متر
- ۲۰۱۸ مدال نقره مسابقات پاراآسیایی جاکارتا تپانچه ده متر
- ۲۰۱۹ مدال نقره مسابقات قهرمانی جهان استرالیا در تپانچه خفیف ۵۰ متر [۷]
- کسب سهمیه مستقیم  پارالمپیک توکیو به عنوان اولین بانوی ایرانی در رشته ۵۰ متر در مسابقات قهرمانی جهان کره جنوبی سال ۲۰۱۸[۸]
- حضور در پارالمپیک توکیو ۲۰۲۰
- پرچم دار اختتامیه بازی های پارا آسیایی جاکارتا ۲۰۱۸ [۹]